# Dati sensibili
Con dati sensibili, in diritto, si intende un particolare tipo di dati personali riguardanti alcuni attributi di un determinato individuo che vengono ritenuti degni di tutela significativa.

## Tutela giuridica

### Unione europea
Nel diritto dell'Unione europea vennero definiti tali in base alla Direttiva 95/46/CE, causa della loro particolare incidenza sulla sfera più intima del soggetto; tra essi vi sono ad esempio quelli idonei a rivelare lo stato di salute e gli orientamenti sessuali di un individuo. Dopo l'entrata in vigore del RGPD ci si riferisce a questa categoria di dati con il termine dati particolari.  
Prima dell'entrata in vigore del regolamento del 2016 le tipologie di dati definibili sensibili erano limitate a:
- l'origine razziale ed etnica;
- le convinzioni religiose, filosofiche o di altro genere;
- le opinioni politiche;
- l'adesione a partiti, sindacati, associazioni od organizzazioni a carattere religioso, filosofico, politico o sindacale;
- lo stato di salute, la vita sessuale, l'orientamento sessuale

Successivamente il Regolamento UE n. 2016/679 vi ha incluso:
- i dati genetici;
- i dati biometrici.

Tale elenco viene considerato tassativo, nel senso che non è lecito procedere per analogia. Per esempio, è stato chiarito che la condizione sociale, le prestazioni sociali ricevute, i titoli di studio, la formazione e le esperienze di lavoro, la solvibilità del debitore, il reddito percepito o il patrimonio posseduto non rientrano nel trattamento severo riservato ai dati particolari. 

### Italia
Per la legge italiana, sono dati personali la cui raccolta e trattamento sono soggetti sia al consenso dell'interessato sia all'autorizzazione preventiva del Garante per la protezione dei dati personali.
Oltre che dal Regolamento UE, la tutela è prevista dal Codice della privacy, in particolare l'art. 17 prevede la possibilità che il Garante prevede specifiche modalità di trattamento in ulteriori casi non esplicitamente previsti dal legislatore nell'ambito di tutela previsto per i dati sensibili, quando ciò si renda necessario in ragione di un trattamento caratterizzato da rischi specifici per i diritti e le libertà fondamentali, nonché per la dignità dell'interessato, in relazione alla natura dei dati o alle modalità del trattamento o agli effetti che può determinare. Tale norma offre uno strumento sufficientemente elastico in un contesto molto dinamico da un lato (soprattutto tecnico ed economico) e ancora sconosciuto dall'altro lato (soprattutto giuridico), il tutto senza perdere di vista le finalità della legge sulla privacy, rimanendo comunque fermo il rispetto delle "misure ed accorgimenti a garanzia dell'interessato", ove prescritti.
Per quanto riguarda invece il trattamento dei dati sensibili da parte di soggetti pubblici il Codice prevede che il trattamento dei dati sensibili è consentito "solo se autorizzato da espressa disposizione di legge nella quale sono specificati i tipi di dati che possono essere trattati, le operazioni eseguibili e le finalità di rilevante interesse pubblico perseguite".
Come indicato nell'art. 9 del Regolamento (UE) 2016/679 del Parlamento europeo e del Consiglio, datato 27 aprile 2016, relativo alla protezione delle persone fisiche con riguardo al trattamento dei dati personali, nonché alla libera circolazione di tali dati e che abroga la direttiva 95/46/CE, il divieto a trattare i dati particolari non è da considerarsi assoluto. Queste informazioni possono essere trattate nei casi specifici nei quali il trattamento:
- è autorizzato dall'interessato tramite il proprio consenso specifico;
- è necessario per assolvere obblighi ad esercitare diritti specifici del titolare del trattamento in materia di diritto del lavoro, della sicurezza sociale e protezione sociale;
- è necessario per tutelare un interesse vitale dell'interessato o di un'altra persona fisica, qualora l'interessato si trovi nell'incapacità fisica o giuridica di prestare il proprio consenso;
- è effettuato nell'ambito delle sue legittime attività e con adeguate garanzie, da una fondazione, un'associazione o un altro organismo senza scopo di lucro;
- riguarda dati personali resi manifestamente pubblici dall'interessato;

- riguarda l'accertamento, l'esercizio o la difesa di un diritto in sede giudiziaria;
- è necessario per motivi di interesse pubblico rilevante seppur proporzionato alla finalità perseguita;
- è necessario per ragioni mediche;
- è necessario a fini di ricerca scientifica, storica o statistica.[3]